# George Peter Foster

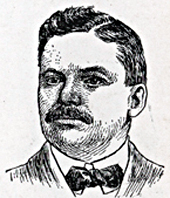
George Peter Foster

George Peter Foster (* 3. April 1858 in Dover, Morris County, New Jersey; † 11. November 1928 in Wheaton, Illinois) war ein US-amerikanischer Politiker. Zwischen 1899 und 1905 vertrat er den Bundesstaat Illinois im US-Repräsentantenhaus.

## Werdegang
Im Jahr 1867 kam George Foster nach Chicago, wo er die öffentlichen Schulen besuchte. Später studierte er an der dortigen University of Chicago. Nach einem anschließenden Jurastudium am Union College of Law und seiner 1882 erfolgten Zulassung als Rechtsanwalt begann er in Chicago in diesem Beruf zu arbeiten.  Zwischen 1891 und 1899 war er Friedensrichter in South Chicago. Von 1893 bis 1899 war er zudem als Polizeirichter tätig. Gleichzeitig schlug er als Mitglied der Demokratischen Partei eine politische Laufbahn ein.
Bei den Kongresswahlen des Jahres 1898 wurde Foster im dritten Wahlbezirk von Illinois in das US-Repräsentantenhaus in Washington, D.C. gewählt, wo er am 4. März 1899 die Nachfolge des Republikaners Hugh R. Belknap antrat. Nach zwei Wiederwahlen konnte er bis zum 3. März 1905 drei Legislaturperioden im Kongress absolvieren. Seit 1903 vertrat er dort als Nachfolger von James McAndrews den vierten Distrikt seines Staates. Im Jahr 1904 wurde er nicht wiedergewählt.
Nach dem Ende seiner Zeit im US-Repräsentantenhaus praktizierte George Foster wieder als Anwalt. Von 1912 bis 1922 gehörte er als Assistant Corporation Counsel zu den juristischen Beratern der Stadt Chicago. Er starb am 11. November 1928 in Wheaton und wurde in Chicago beigesetzt.